# Porphyridium purpureum
Porphiridium purpureum — вид родини Porphyridiaceae. Являє собою мікроскопічну колоніальну водорость кокоїдної морфологічної структури. В таломі окремі клітини з'єднанні за допомогою слизу, який виділяється клітинами. В клітині наявний один великий лопатево-зірчастий хлоропласт. Біологічне угруповання виду — едафон.